# Statistique multivariée
En statistique, les analyses multivariées ont pour caractéristique de s'intéresser à des lois de probabilité à plusieurs variables. Les analyses bivariées sont des cas particuliers à deux variables.
Les analyses multivariées sont très diverses selon l'objectif recherché, la nature des variables et la mise en œuvre formelle. 
On peut identifier deux grandes familles : 
- celle des méthodes descriptives (visant à structurer et résumer l'information) ;

- celle des méthodes explicatives visant à expliquer une ou des variables dites « dépendantes » (variables à expliquer) par un ensemble de variables dites « indépendantes » (variables explicatives).

Les méthodes appelées en français analyse des données en sont un sous-ensemble.

## Principales analyses

### Méthodes descriptives
- L'analyse en composantes principales (ACP)
- L'analyse factorielle des correspondances (AFC)
- L'analyse dite factorielle, méthode proche de l'ACP mais d'approche conceptuelle différente
- Le partitionnement de données, appelé usuellement clustering
- Le positionnement multidimensionnel (MDS, pour multidimensional scaling), méthode d'analyse des similarités et dissimilarités entre variables
- L'iconographie des corrélations

### Méthodes explicatives
- L'analyse de régression multiple
- L'analyse de la variance ANOVA (bivariée), et sa généralisation multivariée (analyse de la variance multivariée)
- L'analyse discriminante
- L'analyse factorielle confirmatoire
- L'analyse canonique des corrélations
- La régression logistique (modèle LOGIT)
- Les réseaux de neurones artificiels
- Les arbres de décision
- Les modèles d'équations structurelles
- L'analyse conjointe